# 1398 Donnera
1398 Donnera је астероид главног астероидног појаса са средњом удаљеношћу од Сунца која износи 3,156 астрономских јединица (АЈ).
Апсолутна магнитуда астероида је 10,1 а геометријски албедо 0,191.